# Ramón Martínez (político)
Ramón del Valle Martínez Abdenour (Carúpano, 31 de agosto de 1948 - 26 de enero de 2022) fue un médico internista y político venezolano. Fue gobernador del estado Sucre entre 2000 y 2008.

## Carrera política

### Gobernador del Estado Sucre
Fue militante del Movimiento al Socialismo (MAS). Se presentó a las elecciones del 30 de julio de 2000 junto con el MAS, el gubernamental Movimiento V República (MVR), y otras organizaciones seguidoras del gobierno central de Hugo Chávez, como el Partido Comunista, e incluso algunos opositores como La Causa Radical, obteniendo la gobernación del estado Sucre, ubicada al noreste del país.
Se convirtió en uno de los disidentes chavistas del MAS en el año 2002, que junto con Ismael García, Didalco Bolívar y Baudilio Reinoso, funda un nuevo partido que, en un principio es denominado MAS MAS, para finalmente adoptar el nombre de Por la Democracia Social (Podemos), el cual siguió apoyando al oficialismo. 
En 2004, fue reelegido con un 62,1% de los votos en el cargo de gobernador con el apoyo del MVR, su partido Podemos y los demás partidos de tendencia chavista. Por su parte, el candidato del MAS (partido ahora opositor) solo obtuvo el 0,3% de los votos. 
|  | 62,19% |

|  | 35,69% |

|  | 02,10% |

En 2007, tanto Martínez, como parte del partido Podemos, rompió con el presidente Hugo Chávez, pasando a la oposición, criticando el Proyecto de Reforma a la Constitución promovido por su gobierno, donde contemplaría la reelección ilimitada del presidente de la república, pero no de los gobernadores regionales. Finalmente, dicho plebiscito seria rechazado.

### Candidato a la Gobernación del Estado Sucre
En 2017, hizo oficial su candidatura a la Gobernación del estado Sucre por los partidos MAS y Avanzada Progresista, para las elecciones regionales de dicho año, alcanzando el cuarto lugar. 
|  | 59,79% |

|  | 38,86% |

|  | 0,41% |

|  | 0,40% |

|  | 0,39% |

En 2021, volvió a postularse como candidato a la gobernación por el partido MAS, aunque esta vez también siendo apoyado por el partido regional ASIS, dos partidos de la Alianza Democrática (Voluntad Popular y Soluciones para Venezuela), un partido de la Plataforma Unitaria (Movimiento por Venezuela) y partidos independientes. Obtuvo el 31,05% de los votos, alcanzando el segundo lugar. 
|  | 47,13% |

|  | 31,07% |

|  | 21,79% |

## Estudios realizados
- Médico cirujano egresado de la Universidad de los Andes.
- Médico internista egresado de la Universidad Central de Venezuela.
- Magíster Scientarum en Medicina Interna UCV (1980).

## Cargos
- Exprofesor egresado de la UCV.
- Adjunto a la Jefatura de Emergencia del Hospital Universitario Antonio Patricio Alcalá.

- Miembro de la Sociedad de Medicina Interna.
- Asesor de la Organización Mundial de la Salud (OMS).
- Presidente de la Comisión de Ambiente de la Cámara de Diputados (1990-1991).
- Miembro de la Comisión de Contraloría y Salud de la Cámara de Diputados (1990-1991).
- Senador electo por el estado Sucre (1998-2000).
- Gobernador electo por votación popular del estado Sucre (1992-1995); (1995-1998); (2000-2004) y (2004-2008).

## Publicaciones y trabajos
- Coautor de la Ley Penal del Ambiente y la Ley de Saneamiento para el País.
- Varios trabajos de Investigación en el área médica.
- Publicaciones sobre investigaciones políticas y autor del libro Democracia Horizontal Compartida.
- Capitalismo de Estado versus Democratización del Capital.